# Phiên bản đặc biệt

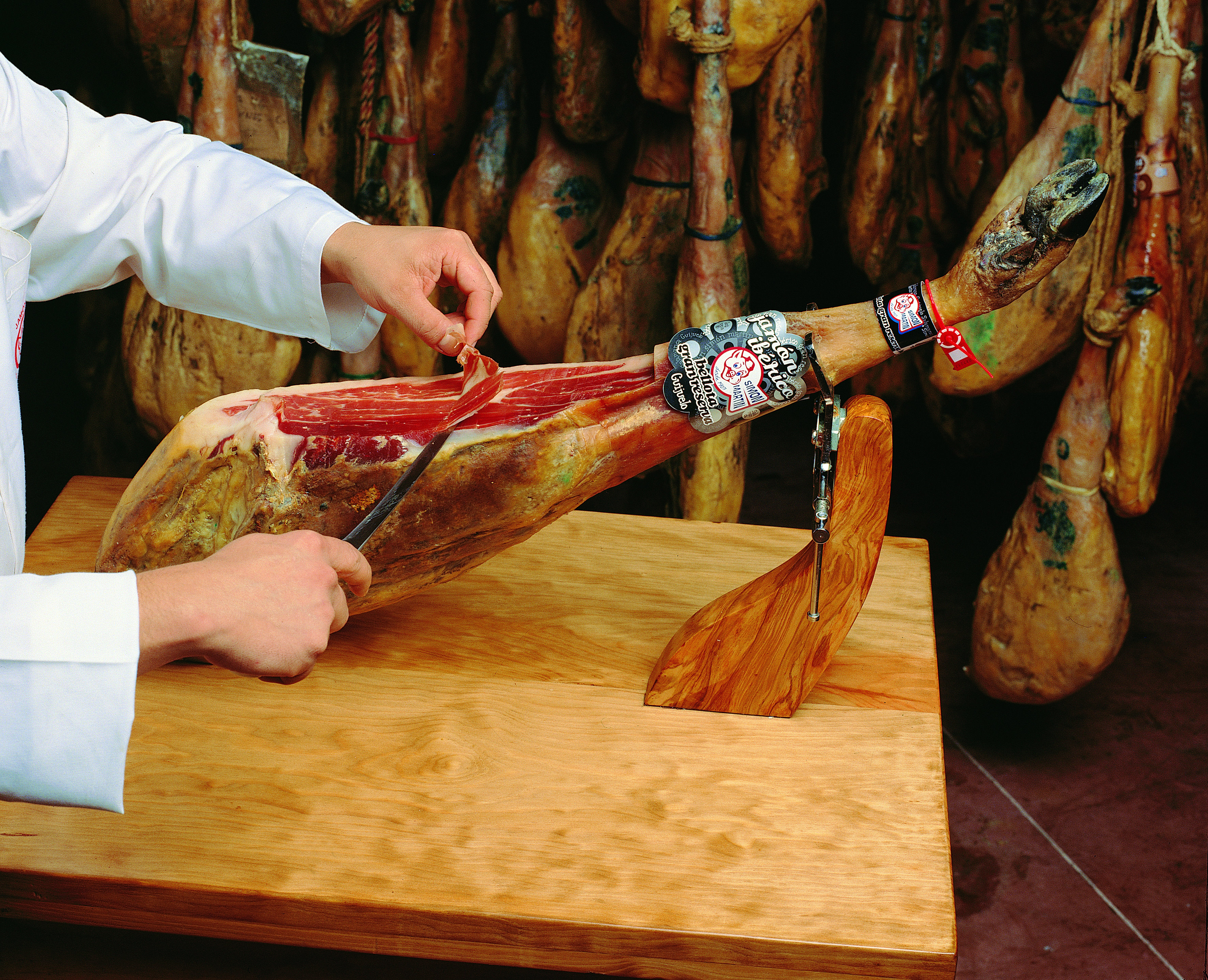
Một chiếc đùi heo muối phiên bản giới hạn

Phiên bản đặc biệt  (Special edition) hay còn gọi là Phiên bản giới hạn (Limited edition) được sử dụng làm thủ thuật tiếp thị khuyến khích cho nhiều loại sản phẩm, các sản phẩm được xuất bản ban đầu liên quan đến nghệ thuật, chẳng hạn như sách, ấn bản (bản in), sản phẩm nhạc và phim thu âm cũng như trò chơi điện tử, nhưng hiện tại, thuật ngữ này còn đề cập đến bao gồm cả quần áo, ô tô, rượu ngon và rượu whisky, cùng các sản phẩm xa xỉ khác khác. Phiên bản giới hạn bị hạn chế về số lượng bản sao được sản xuất, mặc dù trên thực tế số lượng có thể rất thấp hoặc rất nhiều. Suzuki (2008) định nghĩa các sản phẩm phiên bản giới hạn là những dòng sản phẩm “được bán trong tình trạng khó mua được vì các nhà sản xuất giới hạn số lượng có sẵn của chúng trong một khoảng thời gian, số lượng, khu vực hoặc một kênh phân phối nhất định”.

## Đại cương
Một phiên bản đặc biệt ngụ ý rằng sẽ có thêm một số loại tài liệu, phụ kiện đi kèm. Thuật ngữ này thường được sử dụng trên các bản phát hành phim DVD, thường khi cái gọi là phiên bản "đặc biệt" thực sự là phiên bản duy nhất được phát hành. Với sự thành công của DVD, bản thân các phiên bản đặc biệt của phim Titanic (thay vì chỉ là phiên bản đặc biệt của DVD phim) cũng trở nên khá phổ biến. Chúng thường có thêm tài liệu trong phim. Tài liệu có thể là cảnh quay ban đầu bị xóa khỏi bản cắt cuối cùng hoặc nội dung nội suy mới được tạo bằng kỹ thuật số. Không giống như những đoạn cắt xén của đạo diễn, các đạo diễn có thể không tham gia vào những dự án như vậy, chẳng hạn như trong Superman II: The Richard Donner Cut, trong đó Richard Donner không giúp tạo ra phiên bản mới mà chỉ cung cấp chất liệu cho đoạn phim. Trong lĩnh vực ấn bản thì đây là thuật ngữ chỉ về một tựa sách hay cuốn sách được phát hành với số lượng ấn bản (bản in) có hạn, thường ít hơn 1000 bản (nhỏ hơn nhiều so với tiêu chuẩn ngành xuất bản). 
Thuật ngữ này hàm ý sự khan hiếm hoặc độc quyền. Số lượng in càng nhiều thì khả năng cuốn sách trở nên khan hiếm và do đó càng tăng giá trị càng ít. Phiên bản giới hạn được các nhà xuất bản giới thiệu vào cuối thế kỷ XIX. Ở Việt Nam, khoảng dịp cận Tết năm 2024, thì mạng xã hội Việt Nam xôn xao khi doanh nhân Shark Hưng và doanh nhân nhà thiết kế Quách Thái Công cùng khoe bán chiếc đùi heo muối Tây Ban Nha (Jamón Ibérico) phiên bản giới hạn giá lên tới 112 triệu đồng/chiếc. Theo quảng cáo của họ thì đây là loại đùi heo muối (Jamón) đắt nhất thế giới, giá của mỗi chiếc đùi heo là 4.500 USD, tương đương 112 triệu đồng, bình thường chỉ treo 24 đến 30 tháng nhưng đùi heo này đã ủ muối đến 60 tháng, loại này chỉ lấy chiếc đùi phía trước của con heo và thực tế thì đùi heo muối hay Jamón Ibérico là một trong những loại thịt heo muối đắt nhất thế giới vì chúng được làm bằng đùi heo đen Iberico Tây Ban Nha. Cả thế giới chỉ có 499 chiếc đùi heo muối phiên bản giới hạn này. Tại thị trường Việt Nam thì đùi heo muối được bán la liệt với giá khá rẻ, dao động từ 1,2-6,5 triệu đồng/chiếc, tuỳ loại và tuỳ trọng lượng.